# Proteza koniecpolska
Proteza koniecpolska – projekt linii i zespół inwestycji realizowanych w celu zapewnienia szybkiego i bezpośredniego połączenia kolejowego Warszawy i Wrocławia.

## Przebieg
Projekt zakładał wykorzystanie istniejących linii kolejowych, w tym Centralnej Magistrali Kolejowej i odcinka uprzednio zmodernizowanej do parametru 160 km/h linii Opole–Wrocław oraz remont łączącego je fragmentu między Włoszczową i Opolem (linie nr 61 i 144).
W ramach remontu linię pomiędzy Koniecpolem i Fosowskiem dostosowano do prędkości 120 km/h, a pomiędzy Fosowskiem i Opolem do prędkości 140 km/h.

## Zysk czasowy
Dzięki inwestycji udało się skrócić czas przejazdu pociągów relacji Wrocław – Warszawa do 3 godzin i 45 minut. Przed remontem przejazd zajmował 5 godzin i 10 min (przez Poznań) lub 5 godzin i 50 minut (przez Katowice).

## Historia
Linia ta była już wykorzystywana dla połączeń ekspresowych łączących Wrocław ze stolicą w latach 1993–1999, z czasem przejazdu ok. 4 h 35 min. Były to popularne ekspresy Opolanin i Panorama. Postępująca degradacja odcinka koniecpolskiego stanowiącego łącznik do Centralnej Magistrali Kolejowej, zakończenie naprawy głównej na tradycyjnym szlaku łączącym Częstochowę z Warszawą, tj. kolei warszawsko-wiedeńskiej (linia nr 1) i wynikające stąd zbliżenie się potencjalnych czasów przejazdu w obu opcjach, nadto możliwość obsługi dworca głównego w Częstochowie (zamiast dworca Stradom – przy opcji koniecpolskiej) oraz pojawienie się w 1999 r. kursów kategorii IC z Wrocławia do Warszawy trasą przez Poznań (linie nr 271 i nr 3) oferujących nieco lepszy czas przejazdu rzędu 4 h 25 min. w klasie prestiżowej przesądziło o wycofaniu połączeń ekspresowych z linii koniecpolskiej i skierowaniu ich na tradycyjną linię łączącą Częstochowę z Warszawą czyli „wiedenkę“. W grudniu 2002 roku z powodu zdegradowania odcinka Koluszki – Skierniewice oraz z przyczyn ekonomicznych spółka PKP IC ostatecznie zlikwidowała połączenia ekspresowe z Wrocławia (Opola) do Warszawy przez Lubliniec i Częstochowę z wykorzystaniem linii nr 1 (wiedeńskiej). Od tej pory połączenia ekspresowe oraz IC z Wrocławia do Warszawy były realizowane wyłącznie przez Poznań (oraz ostatni rok trasą przez Ostrów Wlkp., Łódź Kaliską – do grudnia 2003 r.), natomiast z Opola do Warszawy przez Katowice oraz Centralną Magistralę Kolejową. W grudniu 2007 roku pojawiły się dodatkowe, uzupełniające ofertę przez Poznań, kursy kategorii IC z Wrocławia do Warszawy przez Katowice i CMK.
Inicjatywa wykorzystania istniejącej linii kolejowej Włoszczowa (zjazd z CMK) – Częstochowa – Lubliniec – Opole do skrócenia do mniej niż 4 godzin czasu podróży z Wrocławia do Warszawy została po raz pierwszy zaproponowana przez Piotra Łysonia.
„Proteza koniecpolska” była alternatywą wobec projektu linii kolei dużych prędkości Y, którą wskazywali zwolennicy realizacji połączenia Wrocławia z Warszawą za pomocą tańszych środków. 
Od 14 grudnia 2014 roku na trasie Warszawa-Wrocław kursują pociągi Pendolino (Express InterCity Premium).

## Koszty inwestycji
Inwestycja została zaplanowana do zrealizowania w latach 2013–2014 kosztem ok. 500 mln zł.
W maju 2012 r. ogłoszono pierwszy przetarg na realizację remontu tej linii, a ostatni w grudniu 2012 roku. 1 lutego 2013 roku Ministerstwo Finansów wydało zgodę na zapewnienie finansowania projektów rewitalizacji, co było niezbędne, by PKP Polskie Linie Kolejowe mogły podpisać umowy z wykonawcami. Roboty rozpoczęły się w kwietniu 2013 roku, a ukończone zostały pod koniec 2014 roku.